# Allodynerus laticlypeus
Allodynerus laticlypeus är en stekelart som beskrevs av Giordani Soika 1972. Allodynerus laticlypeus ingår i släktet rörgetingar, och familjen Eumenidae. Inga underarter finns listade i Catalogue of Life.